# 3336 Grygar
3336 Grygar è un asteroide della fascia principale. Scoperto nel 1971, presenta un'orbita caratterizzata da un semiasse maggiore pari a 2,3244586 UA e da un'eccentricità di 0,1862678, inclinata di 0,85704° rispetto all'eclittica.